# Cerro Mauruima
El Cerro Mauruima es una meseta montañosa ubicada en el Parque nacional Jaua-Sarisariñama, en el extremo sur del estado Bolívar en Venezuela. A una altura promedio de 1.510 m s. n. m., el Cerro Mauruima es una de las montañas más altas en Bolívar.